# Girolamo Amadei
Girolamo Amadei (Siena, 1483 – Lucca, 1543) è stato un teologo italiano.
Frate servita, nel 1523 divenne generale dell'ordine, ma la sua indole riformista ed aggressiva lo portò alla deposizione nel 1535.

## Opere
- Tractatus de cambiis (1517)
- In Pomponacium de anime immortalitate (1518)
- Solutiones apparentium Martini Lutheri (1523)